# United Voices of the World
A United Voices of the World (UVW), Vozes Unidas do Mundo, é um sindicato independente de base, estabelecido em 2014, com um número declarado de membros de mais de 3.000 (janeiro de 2020).
Após uma votação realizada em sua AGM de 2021, o cargo de Secretário Geral foi restabelecido após três anos de liderança não hierárquica, e os assentos com direito a voto no Comitê Executivo foram atribuídos a representantes eleitos de setores-chave dos membros. As eleições incontestadas de agosto de 2021 tiveram como resultado a tomada do cargo de Secretário-Geral por Petros Elia.
Seus membros são principalmente imigrantes trabalhadores da limpeza e trabalhadores de serviços ou indústrias terceirizadas / de baixa remuneração. A UVW tem uma forte associação com a comunidade latino-americana e foi formada em meio a um esforço prolongado para garantir o London Living Wage para limpadores terceirizados no Barbican Centre. Esse foi o tema de um documentário de 25 minutos, Waging a Living in London (2014).
Em 2019, a UVW lançou o Legal Sector Workers United (LSWU), uma iniciativa apoiada por Michael Mansfield QC. Grupos de arquitetos, designers/trabalhadores culturais e trabalhadores de organizações de combate à violência doméstica e sexual, também se organizam dentro do sindicato. O Vozes Unidas do Mundo tem organizado strippers e outras profissionais do sexo desde 2018, em colaboração com grupos que defendem a descriminalização do trabalho sexual. Em 2020, a Fundação Rosa Luxemburgo concedeu, a UVW, fundos para empregar dois organizadores em tempo integral para sindicalizar o setor privado de assistência à infância, e, em 2021, instalou o UVW e outras organizações de esquerda num espaço de escritórios, no leste de Londres.
A campanha ativa de mais longa duração da UVW é no Ministério da Justiça, onde limpadores, seguranças e recepcionistas terceirizados para a OCS estão exigindo o London Living Wage, mais a paridade de auxílio-doença e licença anual com funcionários públicos. Sua primeira greve ocorreu em agosto de 2018, e uma segunda foi realizada em janeiro de 2019 em conjunto com membros do sindicato PCS, que organizaram a greve no Departamento de Negócios, Energia e Estratégia Industrial. Em julho de 2020, o UVW ganhou o reconhecimento enquanto sindicato dos trabalhadores da OCS no Ministério após uma votação de 70% a favor.

## Estilo de campanha
O Vozes Unidas do Mundo nos primeiros anos representava pequenos grupos de trabalhadores em disputas com marcas globais como Sotheby's e Topshop, adotando uma abordagem radical, muitas vezes experimental, para organizar trabalhadores precários e migrantes que se sentiam rejeitados e mal servidos por sindicatos estabelecidos. Mais recentemente, a UVW conseguiu recrutar um grande número de membros em locais de trabalho como hospitais e universidades.

O cofundador e atual secretário-geral Petros Elia disse:
“Se você não tem uma boa rede de trabalhadores motivados ou apoiadores prontos para uma ação direta, você não vai defender os trabalhadores em greve. Uma das coisas que o UVW e o IWGB [um sindicato irmão] oferece aos trabalhadores, além da perspectiva de ganhos reais, é um senso de comunidade ... essa é  parte da razão pela qual os trabalhadores ingressam e permanecem." 
As campanhas são caracterizadas por piquetes e protestos barulhentos e perturbadores, abrangendo diversos grupos e mídias sociais para atrair mais apoio:
Na rua, essa intensificação do protesto foi facilitada por um forte elemento de diversão. Os piquetes transformaram-se em momentos festivos onde os participantes podiam dançar zumba, fazer cartazes com artistas, ouvir poesia e música ao vivo e participar em ocupações flash mob de salsa nos edifícios dos directores da LSE. Online, a campanha distribuiu petições (por exemplo, contra a surpreendente presença da polícia no campus) e produziu páginas no Facebook, enquanto blogueiros consagrados e fotógrafos profissionais documentavam cada passo do protesto. Essa combinação de presença online e nas ruas, atenção da mídia e alianças amplas de base contribuíram para tornar a luta dos limpadores impossível de ignorar. 
A atitude combativa da UVW e da IWGB os distingue de sindicatos maiores:
Eles também adotam uma abordagem intransigente em relação às suas demandas. Ambos os sindicatos são rápidos em convocar uma ação de greve, geralmente com breves interrupções no trabalho de várias centenas de funcionários, que ocorrem ao lado de protestos destinados a gerar um burburinho na mídia social e exercer pressão pública sobre um empregador. . . “Dizemos aos trabalhadores que eles precisam tomar uma atitude, uma ação séria, uma ação prolongada até a vitória”, diz Elia. “As exigências que fazemos não são negociáveis. Queremos tudo o que pedimos. " 

## Ideologia e apoiadores
O crescimento inicial do Vozes Unidas do Mundo foi liderado por funcionários e voluntários que passaram algum tempo na América Latina e são geralmente simpáticos aos governos e movimentos socialistas. Em particular, há uma forte influência de ideias anarco-sindicalistas e um impulso para tornar o sindicato mais inclusivo e liderado por membros. Mais de uma dúzia de parlamentares, na maioria do partido trabalhista, apoiaram as campanhas da Vozes Unidas do Mundo.
"Externamente, Vozes Unidas do Mundo opera como parte de um ecossistema em crescimento de grupos e organizações na esquerda autônoma mais ampla. Camaradas de outros sindicatos independentes, como o Independent Workers Union of Great Britain (IWGB) e o Industrial Workers of the World (IWW), organizadores do London Renters Union, Women's Strike and Disabled People Against Cuts (DPAC), os vários Justice4Cleaners grupos em universidades e ativistas de grupos como Class War, bem como um grande número de ativistas vagamente afiliados, regularmente aparecem para as ações. " 
Em 2021, a Black Lives Matter UK concedeu uma doação de £ 15.000 à UVW.